# Odense

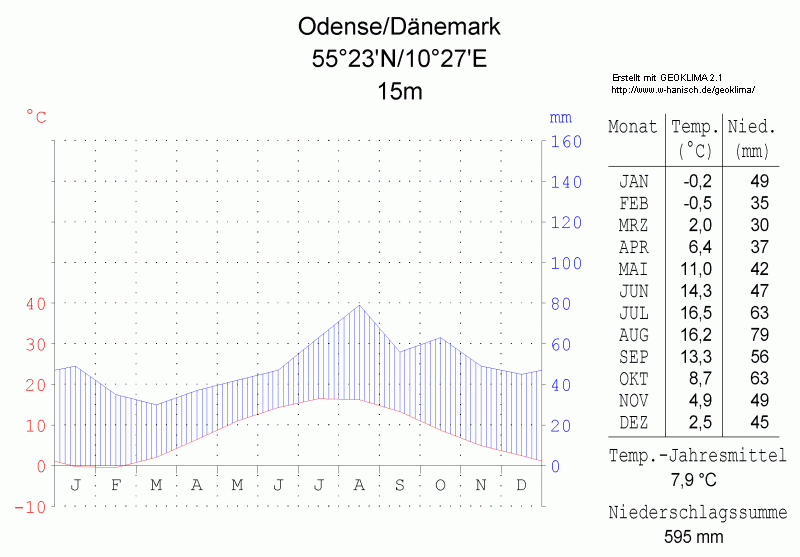
Klimadiagramm von Odense

Odense (dänische Ausspracheⓘ, [ˈoːð̞ˀənsə], [ˈoð̞ˀn̩sə]) ist eine Großstadt auf der dänischen Insel Fünen. Sie bildet das Zentrum der Kommune Odense, Region Syddanmark. Die 185.480 Einwohner der Stadt (Stand 1. Januar 2025) nennt man Odenseaner.
Die drittgrößte Stadt des Landes ist Bischofssitz des Bistums Fünen und beheimatet den Hauptcampus der Süddänischen Universität.
Durch die Stadt verläuft der Fluss Odense Å. Über den Odense-Kanal ist er mit dem Odense-Fjord verbunden.

## Geschichte
Die Stadt wurde erstmals 988 in einem Dokument, das von König Otto III. erstellt wurde, in der Form Othenesuuigensem erwähnt. Der Ortsname ist ein Sakralname, der den Ort als Heiligtum (altwestnordisch vé, altdänisch wæ) des Gottes Odin identifiziert. Frühste Namensformen finden sich auf einer Münzlegende aus der Zeit von 1018 bis 1035 als OĐSVI und bei Adam von Bremen als civitas Odansue. Relativ früh trat die Umformung von vé zu altdän. Othinsø und awnord. Óðinsey ein, eine Verbindung mit altdän. ø und awnord. ey = die Insel. Zu dieser Zeit wurde auch die Wikingerburg Nonnebakken gebaut. Um 1060 wurde Odense der Sitz des Bischofs der Insel Fünen. Hier wurden zahlreiche Klöster und Kirchen sowie kirchliche Stiftungen errichtet. Hierzu gehören die Vor Frue Kirke, die wohl älteste Kirche der Stadt, und der Dom Sankt Knuds Kirke.
1086 wurde König Knut IV. der Heilige in Odense ermordet. Während eines Bürgerkriegs wurde die Stadt im Jahr 1240 teilweise zerstört. 1355 bekam Odense die Rechte einer Handelsstadt. Der Lübecker Buchdrucker Johann Snell druckte 1482 in Odense die ersten Inkunabeln Dänemarks. Etwa 1500 zog Königin Christine, die Frau von König Hans, mit ihrem Hof nach Odense. Dadurch wuchsen die Stadt und der Handel. Die Reformation schadete ihr im Gegensatz etwa zu Ribe wenig. Um 1600 hatte die Stadt zwischen 5000 und 6000 Einwohner. Diese Zahl sank 1672 auf 3800, als die Stadt von schwedischen Truppen geplündert worden war. Von 1654 bis 1658 war Odense dänische Hauptstadt.
Die Einwohnerzahl stieg bis 1769 wieder auf 5200, womit Odense die zweitgrößte Stadt Dänemarks wurde. 1803 wurden auch der Kanal und der Hafen der Stadt ausgebaut. Damit begann die Industrialisierung in der Stadt. 1805 wurde Hans Christian Andersen, der wohl berühmteste Sohn der Stadt, geboren. Die Stadtmauern, die Odense jahrhundertelang umgaben, wurden im Jahr 1851 niedergerissen, da innerhalb der Mauern nicht mehr genügend Platz für die wachsende Industrie der Stadt war. Der Bau der Albanibrücke ermöglichte es, die Stadt in Richtung Süden zu erweitern. Durch die vermehrte Zuwanderung von Arbeitern stieg auch die Einwohnerzahl der Stadt weiter an. Mitte des 19. Jahrhunderts wurden das erste Gas- und Wasserwerk Dänemarks in der Stadt errichtet. Im Jahr 1865 wurde die erste Eisenbahnlinie auf der Insel Fünen in Betrieb genommen. Ab 1891 wurden die ersten Teile der Stadt mit Strom versorgt. 1935 wurde ein 177 Meter hoher Aussichtsturm in Stahlfachwerkbauweise, Odinstårnet, errichtet, der aber bereits 1944 wieder zerstört wurde.
1943 nahm der Widerstand gegen die deutsche Besatzung auch in Fünen zu. In Odense wurden vier junge Mediziner von deutschen Besatzern ermordet.
Seit 1956 wird der Hans Christian Andersen Preis immer am 2. April, dem Geburtstag des Dichters, in der Stadt verliehen. Von 1970 bis 2007 war Odense Kreishauptstadt von Fyns Amt.

## Sehenswürdigkeiten

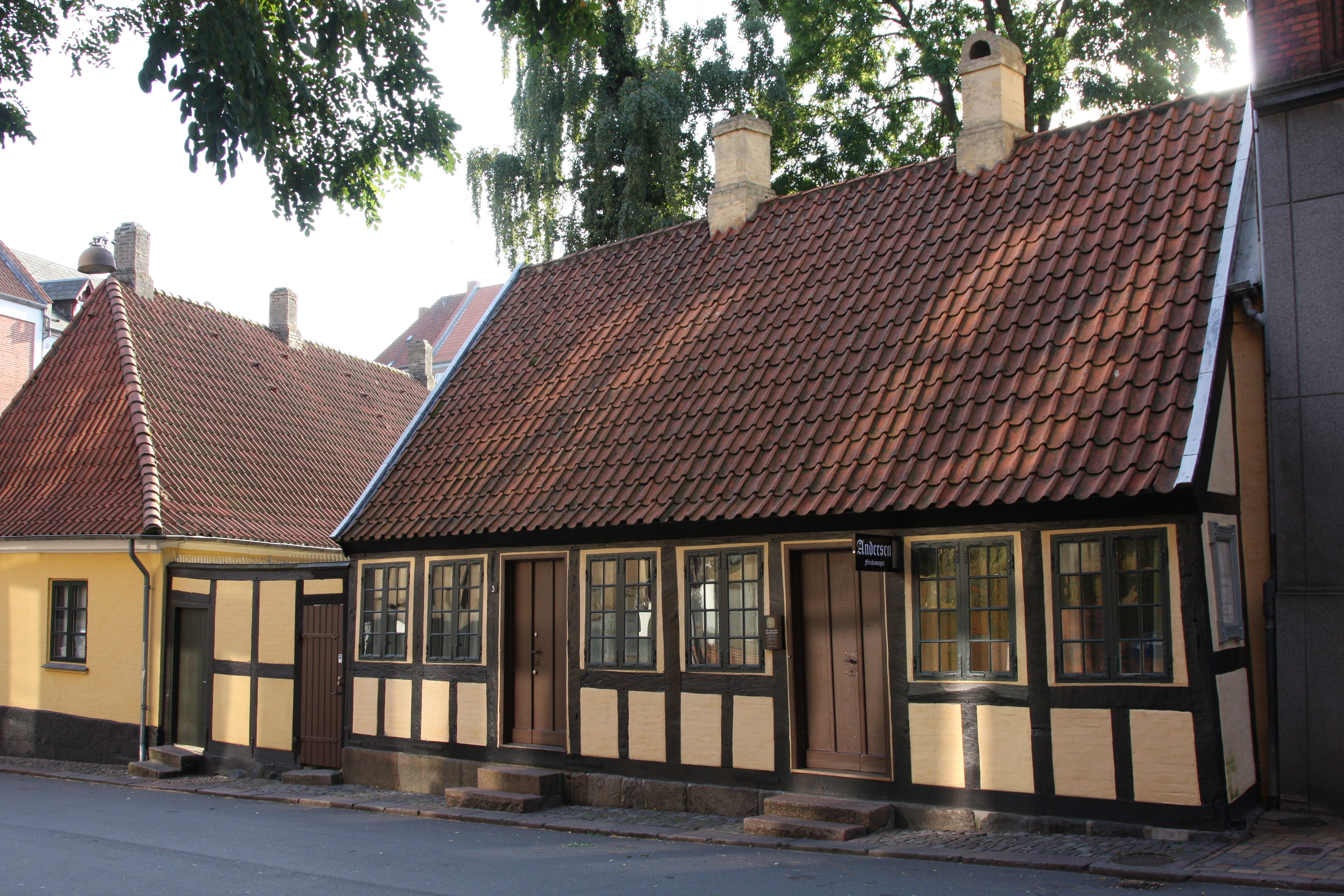
H. C. Andersens Barndomshjem – Im Haus Munkemøllestræde 3/5 verbrachte Dänemarks bekanntester Dichter Hans Christian Andersen seine Kindheit

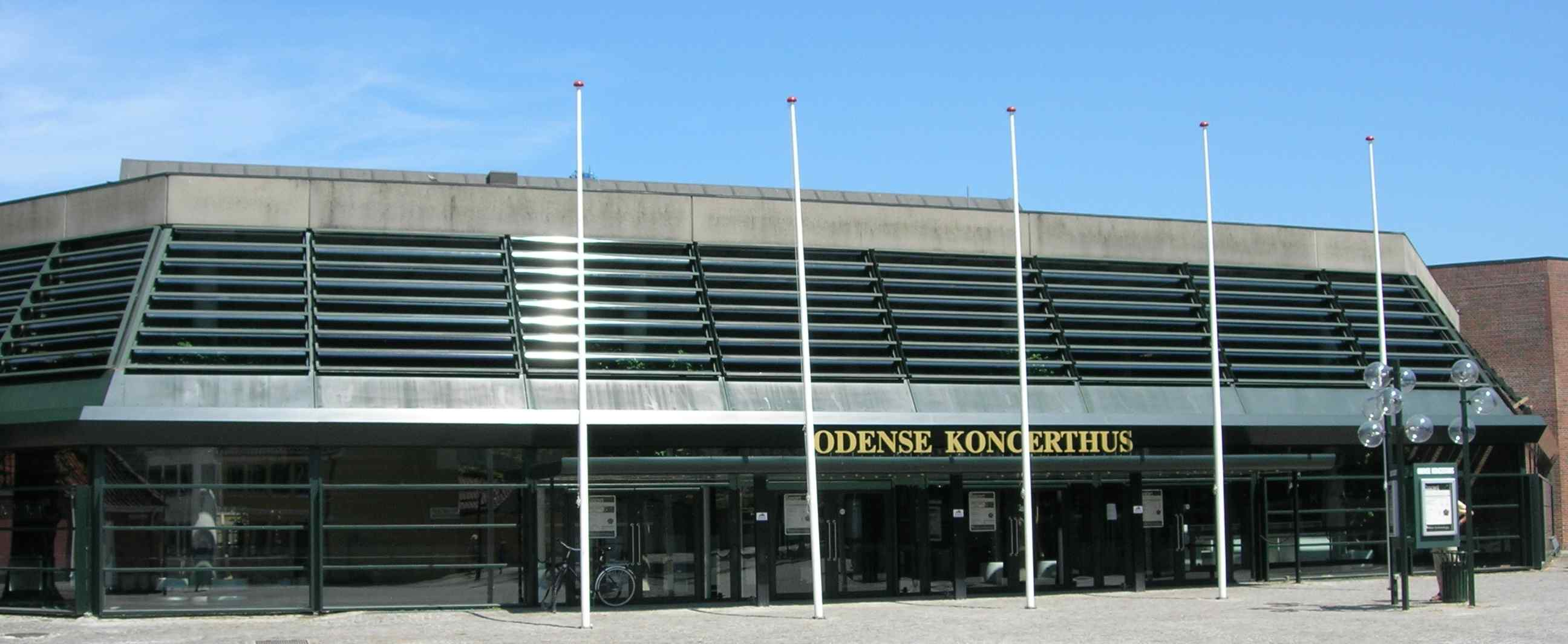
Konzerthaus

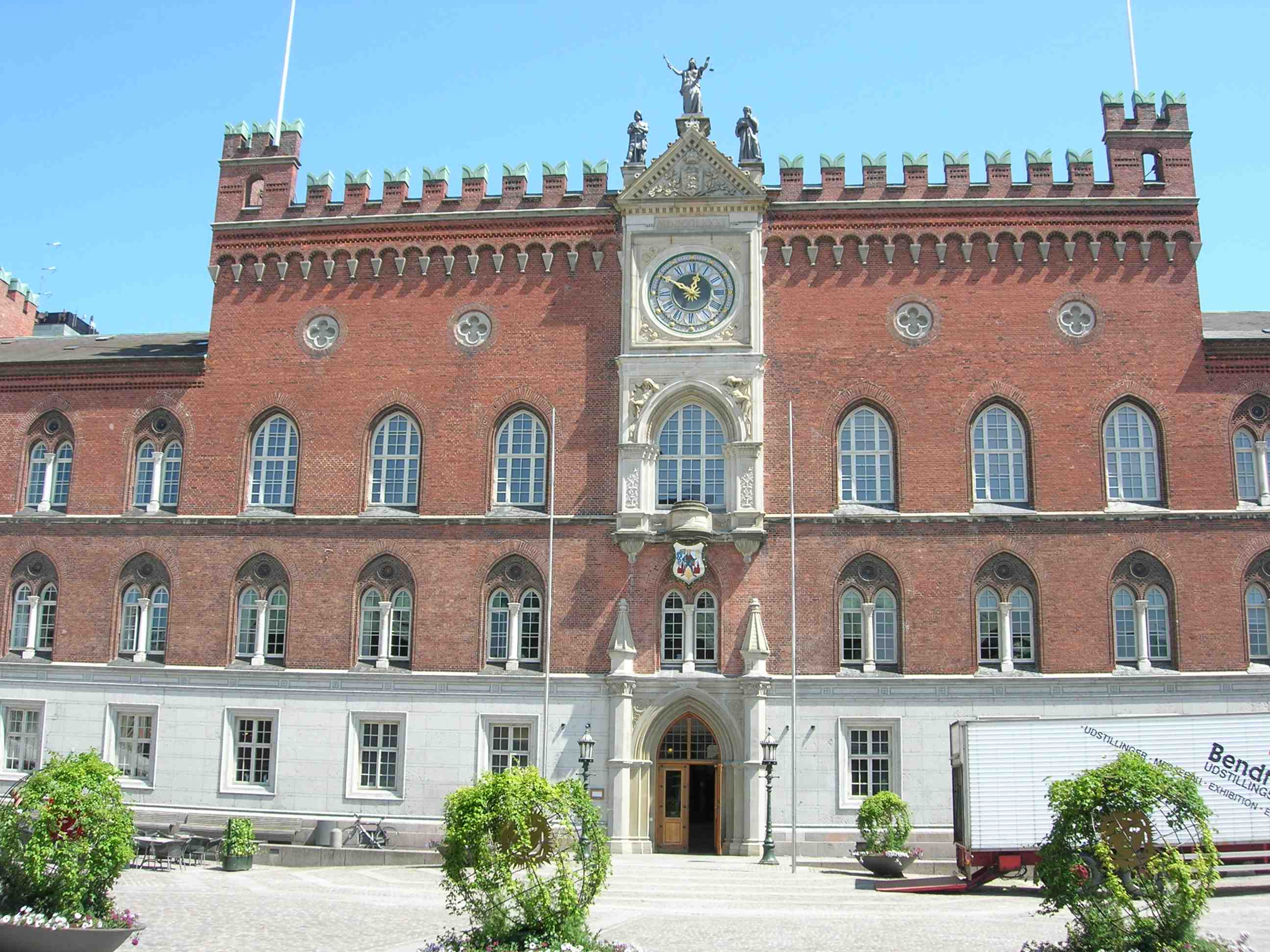
Rathaus (1881/83)

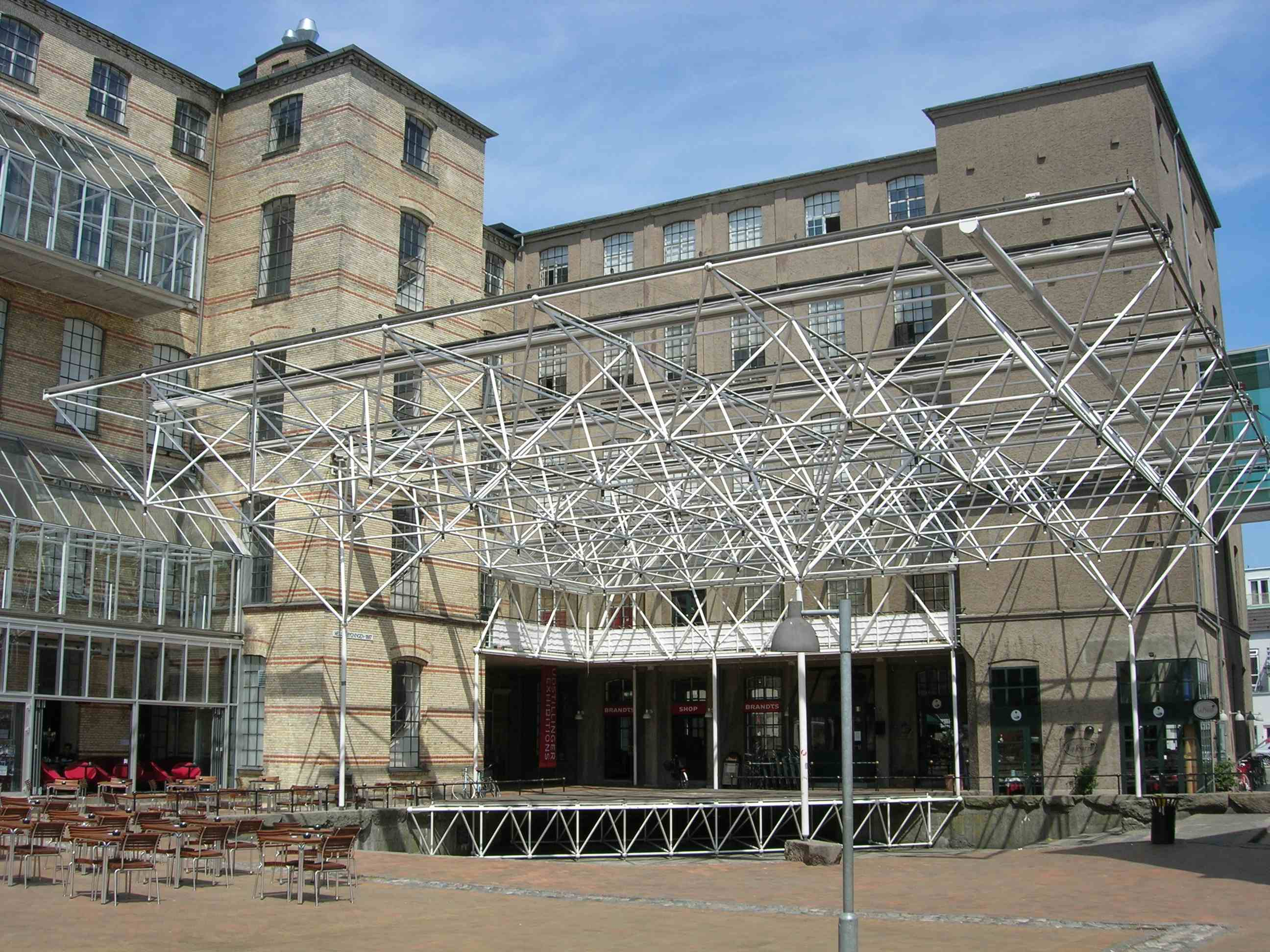
Kulturzentrum Brandts Klædefabrik

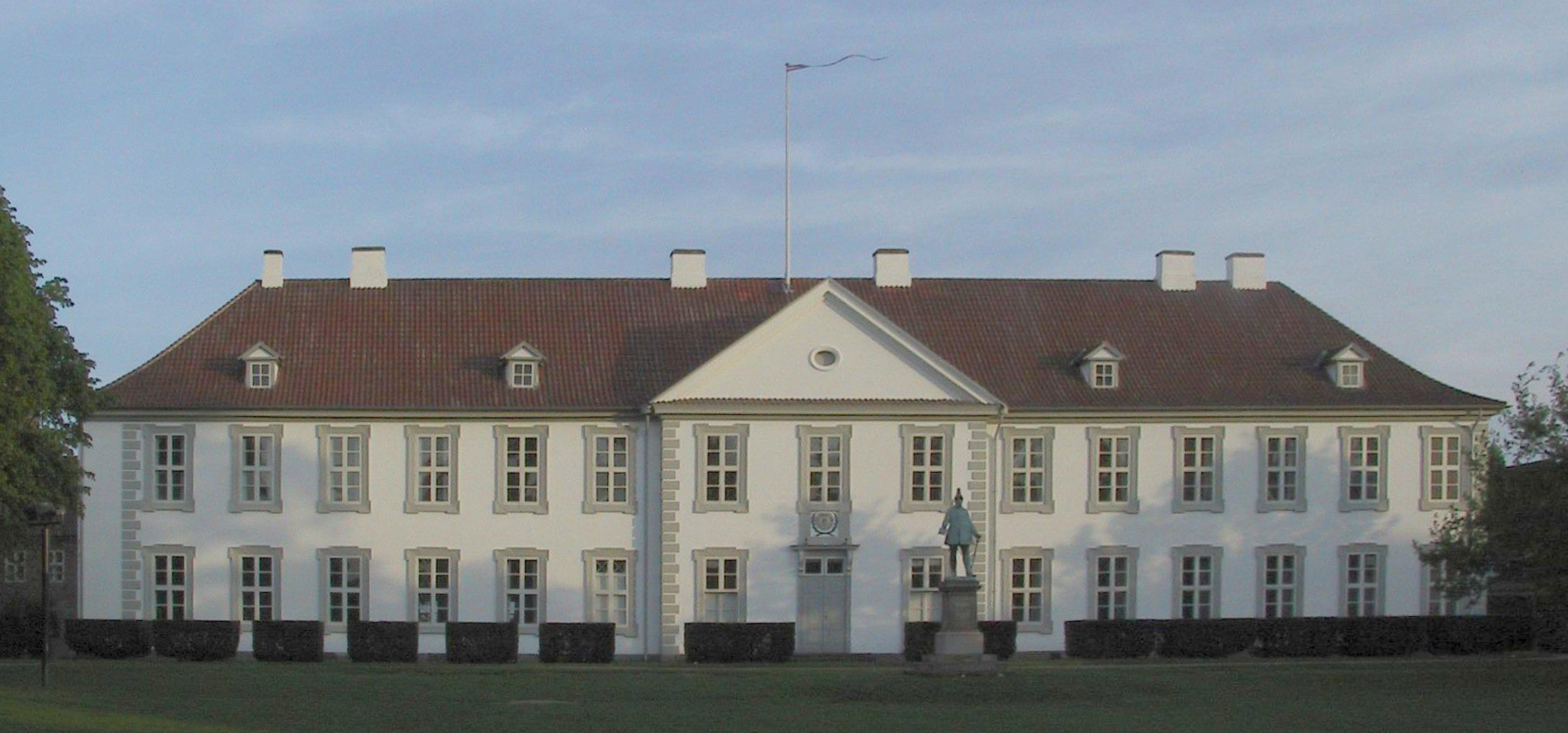
Schloss Odense – Sitz der Kommunalverwaltung

### Museen und Ausstellungen
- Die Hans-Christian-Andersen-Museen (H. C. Andersens Hus und H. C. Andersens Barndomshjem) bieten Einblick in das Leben und Werk des Dichters. Hierzu gehört auch Fyrtøjet, in dem sich Kinder aktiv mit den Märchen des Dichters beschäftigen. Sie können sich dort verkleiden und die Geschichten von Andersen nachspielen.
  - Am 30. Juni 2021 wird ein neues Andersen-Museum mit 5600 m² Fläche, teilweise abgesenkt, eröffnet. Der Architekt des über 50 Mio. Euro teuren Projekts ist Kengo Kuma aus Japan. Wie Andersens Märchen stellt das Haus eher Fragen, laut Kreativdirektor Henrik Lübker lehnt sich die Ausstellung an das Werk „Der Schatten“ an.[4]
- Das Danmarks Jernbanemuseum zeigt die größte Sammlung von Eisenbahnen und Fähren in Nordeuropa auf über 10.000 m².
- Das Haus Brandts besteht aus einer Kunsthalle, einem Museum für Fotokunst und Dänemarks Medienmuseum. Außerdem befindet sich in diesem Haus die einzige Kunstbuchhandlung der Insel Fünen.
- Das Bymuseet Møntergården zeigt eine archäologische Sammlung über die Geschichte von Fünen.
- Im Freilichtmuseum Den Fynske Landsby („Das Fünendorf“) können 25 ländliche Bauten des 18. und 19. Jahrhunderts besichtigt werden.
- Im Freilichtmuseum Jernalderlandsbyen („Das Eisenzeitdorf“) im Vorort Næsby sind zahlreiche Rekonstruktionen von eingerichteten Häusern und eine historische Werkstatt der Eisenzeit zu sehen.
- Das Europæisk Automobilmuseum zeigt etwa 120 Automobile, die hauptsächlich aus der Periode 1945 bis 1960 stammen.
- Odense Zoo zeigt eine Vielzahl von Tieren aus allen Erdteilen. Der Zoo ist besonders bekannt für sein Ozeaneum.
- Das 1885 gegründete Fyns Kunstmuseum war eines der ältesten Kunstmuseen Dänemarks und besaß eine Sammlung dänischer Kunst ab 1750. 2014 wurde es als eigenständiges Museum geschlossen. In das Gebäude zog 2018 die Kunstakademie ein.

### Bauwerke
- Der Dom, die gotische Sankt Knuds Kirke aus dem 14. Jahrhundert auf den Grundmauern eines Vorgängerbaus von 1080/1100 zählt zu den bedeutendsten dänischen Sakralbauten und besitzt einen berühmten Altar des Lübeckers Claus Berg (1520).
- Die Vor Frue Kirke ist ein spätromanischer einschiffiger Bau vom Anfang des 13. Jahrhunderts. Die Außenfassade stammt aus dem 19. Jahrhundert.
- Die katholische frühgotische Sankt Albani Kirke mit romanischem Portal hat einen 54 m hohen Glockenturm.
- Die Kirche Sankt Hans (Johannes) wurde seit 1250 im spätromanischen Stil als ursprünglich einschiffige Klosterkirche des Johanniterordens erbaut; aus dieser Zeit stammen die Kreuzarme. Im 15. Jahrhundert erfolgte ein Umbau im gotischen Stil; damals wurden die Seitenschiffe errichtet.
- Die Fredenskirke wurde 1916–1920 von Peder Klint als Hallenkirche aus gelbem Backstein in Anlehnung an den Stil gotischer Backsteinkirchen erbaut.
- Im Konzerthaus der Stadt befindet sich das Carl-Nielsen-Museum. Es gibt einen chronologischen Überblick über das Leben des Komponisten.
- Das Theater von Odense – das zweitälteste Theater Dänemarks – wurde 1796 gebaut. Es verfügt über fünf verschiedene Bühnen und eine Theaterschule. Hans Christian Andersen debütierte als Kind an diesem Theater.
- Das Schloss von Odense (Odense Slot) wurde 1280 als Hospital für den Johanniterorden gebaut. Später wurde es als Kloster verwendet. 1579 wurde es auf Befehl von Frederik II. zum Schloss umgebaut. Heute wird ein im 19. Jahrhundert im klassizistischen Stil modernisierter Flügel des Gebäudes von der Kommunalverwaltung genutzt.
- Die Munkebjerg Kirke wurde 1962 als sechseckiger zeltartiger Bau aus Beton errichtet.
- Das Rathaus der Stadt im Stil mittelitalienischer gotischer Rathäuser wurde 1881–83 errichtet.
- Das Universitätsklinikum Odense ist die größte Klinik Dänemarks. Das Hauptgebäude des vormaligen Kreis- und Stadtkrankenhauses wurde 1912 errichtet.
- Auf dem parkartigen Assistenzfriedhof sind viele bedeutende Bürger beigesetzt.

## Bildungseinrichtungen
Neben einem Standort der Süddänischen Universität beherbergt Odense unter anderem das Musikkonservatorium Odense, die Schauspielschule des Odense Teater und die Ingenieurhochschule CVU. In Odense gibt es auch eine Reihe von Hochschulen im Rahmen des University College South Denmark.

## Wirtschaft und Medien
In Odense sind Schiffbau-, Elektro-, Textil- und Nahrungsmittelindustrie angesiedelt, unter anderem der Elektromotorenhersteller Thrige Titan, die Albani-Brauerei, Odense Marcipan, die GASA Group (der europäische Marktführer im Blumengroßhandel), der Arzneimittelimporteur Orifarm und der Hersteller von Ausschanksystemen Micro Matic. In Munkebo befindet sich die ehemalige Odense Staalskibsværft (jetzt Lindø Industripark). Universal Robots A/S ist heute (2018) Weltmarktführer bei kleinen kollaborativen Robotern mit etwa 170 Millionen US-Dollar Umsatz.
Die Stadt ist Sitz des zweiten dänischen Fernsehsenders TV 2 und der Zeitung Fyens Stiftstidende. Sie ist mit einer Auflage von 47.400 Exemplaren im ersten Halbjahr 2010 die größte regionale Tageszeitung auf Fünen.
Anfang 2017 verkündete Mark Zuckerberg, das achte Rechenzentrum von Facebook in Odense zu errichten.
Die Canopy Growth Corporation betreibt seit 2019 hier seine erste Produktionsstätte für medizinisches Cannabis.

## Verkehr und Infrastruktur
Der Flughafen Odense liegt rund zwölf Kilometer nördlich der Stadt.
Das Fahrradwegenetz hat eine Streckenlänge von 550 km. 2006 betrug der Anteil des Radverkehrs 24 % der Wege Odenses, im Stadtzentrum war das Fahrrad das am meisten benutzte Verkehrsmittel. Der Anteil des Öffentlichen Personennahverkehrs betrug 6 %, der Anteil der Autos 47 %.
Die Intercity zwischen Kopenhagen und Jütland (Bahnstrecke Kopenhagen–Fredericia) halten in Odense. Zwischen Nyborg, Odense und Middelfart sowie zwischen Odense und Svendborg gibt es regionale Zugverbindungen.
Odense ist an den Flughafen Kopenhagen mit einigen direkten Zugverbindungen angebunden.
2015 wurde Dänemarks erste DDI als „Dynamisk Ruderanlæg“ nach einer französischen Erfindung aus den 1970er Jahren und amerikanischem Design aus dem Jahr 2009 planfestgestellt. Dabei werden die Fahrbahnen des Zubringers auf der Autobahnbrücke auf Linksverkehr mit getrennten Fahrbahnen umgestellt, um die Wartezeit der dritten Ampelphase überflüssig zu machen. Der Umbau der vorhandenen Anschlussstelle 52 auf der E20 zum Assensvej wurde am 17. September 2017 für den Verkehr eröffnet. 55° 21′ 41″ N, 10° 20′ 42″ O 
In Odense gab es bis 1952 einen Straßenbahnbetrieb; seit dem 28. Mai 2022 unter dem Namen Odense Letbane erneut. Die erste Linie verbindet auf einer Länge von 14,5 Kilometern den Stadtteil Tarup im Nordwesten, die Universität und Hjallese im Süden mit der Innenstadt und hat 26 Stationen. Die Stadt Odense erwartet rund 30 000 Fahrgäste täglich.

## Sport
Der führende Fußballverein der Stadt ist der Superligaklub Odense BK.
Seit 2000 findet im Herbst der H. C. Andersen Marathon statt, einer der größten Marathonläufe Skandinaviens.
In Odense startet das Eintagesrennen Fyen Rundt, das seit 1894 ausgetragen wird und somit das älteste Radrennen Dänemarks ist. 2015 wurde die Thorvald Ellegaard Arena mit Radrennbahn eröffnet.

## Söhne und Töchter der Stadt
- Conrad von Holstein (1711–1784), Offizier
- Holger Christian von Reedtz (1800–1857), Politiker, Diplomat, Historiker und Astronom
- Wilhelm Bendz (1804–1832), Maler
- Hans Christian Andersen (1805–1875), Dichter und Schriftsteller
- Julius Köbner (1806–1884), ein Gründungsvater der deutschen Baptisten
- Albert E. Blichfeldt Høyer (1827–1879), Offizier, Lehrer, Kaufmann und Grönland-Inspektor
- Hans Schjellerup (1827–1887), Astronom
- Carl Frederik Aagaard (1833–1895), Maler
- Jens Paludan-Müller (1836–1864), lutherischer Theologe und Historiker
- Edgar Christian Fencker (1844–1904), Inspektor von Grönland
- Laurids Bruun (1864–1935), Schriftsteller
- Marius Lefevre (1875–1958), Turner
- Erik Christian Clemmensen (1876–1941), dänisch-US-amerikanischer Chemiker
- Ingvald Eriksen (1884–1961), Turner
- Paula Busch (1886–1973), Zirkusdirektorin und Autorin
- Aage Gitz-Johansen (1897–1977), Maler und Illustrator
- Edmund Hansen (1900–1995), Radsportler
- Bodil Kjer (1917–2003), Schauspielerin
- Ove Sprogøe (1919–2004), Schauspieler
- Lise Østergaard (1924–1996), Psychologin, Hochschullehrerin und Politikerin
- Jørn Riel (1931–2023), Schriftsteller
- Ole Borre (1932–2023), Politikwissenschaftler, Soziologe und Hochschullehrer
- Jytte Hansen (1932–2015), Schwimmerin
- Morten Grunwald (1934–2018), Schauspieler und Regisseur
- Kurt Christensen (* 1937), Fußballspieler
- Niels Helveg Petersen (1939–2017), Politiker
- Leif Larsen (* 1942), Radrennfahrer
- Thomas Kruse (* 1943), Architekt, Maler, Grafiker und Bühnenbildner, politischer Aktivist und Mitglied der Graswurzelbewegung.
- Mogens Berg (* 1944), Fußballnationalspieler
- Ole Bjørnmose (1944–2006), Fußballnationalspieler
- Birgitte, Duchess of Gloucester (* 1946), Mitglied des Britischen Königshauses
- Jørgen Jensen (1947–2015), Radrennfahrer
- Karin Riis-Jørgensen (* 1952), Politikerin
- Bendt Bendtsen (* 1954), Politiker
- Uffe Steen (* 1954), Jazz- und Bluesmusiker
- Lars Graugaard (* 1957), Komponist
- Lars Høgh (1959–2021), Fußballspieler
- Anne Fletting (* 1960), Schauspielerin
- Inger Pors Olsen (* 1966), Ruderin
- Lars Aagard (* 1967), Politiker
- Anja Andersen (* 1969), Handballspielerin und -trainerin
- Stephan Groth (* 1971), norwegischer Musiker
- Thomas Helveg (* 1971), Fußballnationalspieler
- Trine Dyrholm (* 1972), Schauspielerin und Sängerin
- Jesper Kyd (* 1972), Komponist
- Roland Møller (* 1972), Schauspieler
- Dan Petersen (* 1972), Fußballspieler
- Jacob Lohmann (* 1974), Schauspieler
- Maja Sommerlund (* 1974), Handballspielerin
- Søren Bebe (* 1975), Jazzmusiker
- Dan Jørgensen (* 1975), Politiker
- Søren Berg (* 1976), Fußballspieler
- Ulrik Laursen (* 1976), Fußballspieler
- Nicki Pedersen (* 1977), Speedwayfahrer
- Allan Simonsen (1978–2013), Autorennfahrer
- Lars Jacobsen (* 1979), Fußballspieler
- Kasper Bøgelund (* 1980), Fußballnationalspieler
- Helle Frederiksen (* 1981), Profi-Triathletin
- Nicolai Hansen (* 1982), Handballspieler
- Anders Lund Hoyer (* 1983), Volleyball- und Beachvolleyballspieler
- Kasper Linde Jørgensen (* 1984), Radrennfahrer
- Mie Schjøtt-Kristensen (* 1984), Badmintonspielerin
- Johanne Schmidt-Nielsen (* 1984), Politikerin
- Peter Lyck Hansen (* 1985), Volleyballspieler
- Martin Vingaard (* 1985), Fußballspieler
- Patrik Wozniacki (* 1986), Fußballspieler
- Andreas Odbjerg (* 1987), Pop-Rock-Sänger
- Matti Lund Nielsen (* 1988), Fußballspieler
- MØ (* 1988), Sängerin
- Kathrine Thorborg Johansen (* 1989), norwegische Schauspielerin
- Rikke Møller Pedersen (* 1989), Schwimmerin
- Caroline Wozniacki (* 1990), Tennisspielerin
- Daniel Høegh (* 1991), Fußballspieler
- Mia Knop Jacobsen (* 1992), Jazzmusikerin
- Viktor Axelsen (* 1994), Badmintonnationalspieler
- Simon Andreassen (* 1997), Mountainbiker
- Hasan Kuruçay (* 1997), Fußballspieler
- Jacob Rasmussen (* 1997), Fußballspieler
- Karoline Hamm (* 1999), Schauspielerin
- Nikolai Baden Frederiksen (* 2000), Fußballspieler
- Mads Hermansen (* 2000), Fußballtorwart
- Amalie Jørgensen (* 2000), Volleyballspielerin
- Anders Klynge (* 2000), Fußballspieler
- Nicolas Madsen (* 2000), Fußballspieler
- Sofia Bisgaard (* 2002), Volleyball- und Beachvolleyballspielerin
- Tobias Hansen (* 2002), Radsportler
- Daniel Obbekjær (* 2002), Fußballspieler
- Clara Windeleff (* 2002), Volleyball- und Beachvolleyballspielerin
- Aske Adelgaard (* 2003), Fußballspieler
- Jakob Breum (* 2003), Fußballspieler
- Oscar Fraulo (* 2003), Fußballspieler
- Isak Jensen (* 2003), Fußballspieler
- Kristian Hlynsson (* 2004), isländischer Fußballspieler

## Partnerstädte
Odense hat Beziehungen zu folgenden 20 Partnerstädten:
- in den nordischen Staaten:

- Klaksvík, Färöer
- Kópavogur, Island
- Norrköping, Schweden
- Östersund, Schweden
- Tampere, Finnland
- Trondheim, Norwegen
- Upernavik, Grönland

- im übrigen Europa:

- Brno, Tschechien
- Groningen, Niederlande
- Katowice, Polen
- Kaunas, Litauen
- Kiew, Ukraine
- Schwerin, Deutschland
- St Albans, Vereinigtes Königreich

- im Rest der Welt:

- Columbus, Vereinigte Staaten
- Funabashi, Japan
- Iksan, Südkorea
- Izmir, Türkei
- Petah Tikva, Israel
- Shaoxing, Volksrepublik China